# Maikel Naujoks Garcia
Maikel Naujoks (Iserlohn, 18 de març de 1976) és un futbolista hispanoalemany, que ocupa la posició de davanter.

## Trajectòria
Va sorgir del planter del Deportivo de La Corunya, equip amb el qual jugaria 17 partits en primera divisió entre 1995 i 1998, en els quals marcaria un gol. En busca d'oportunitats, a l'estiu de 1998 fitxa pel CD Toledo, tot iniciant gairebé una dècada per nombrosos equips de Segona Divisió.
A banda de l'equip toledà, Maikel va militar al Xerez CD (99/00 i 01/02), Getafe CF (00/01), SD Compostela (02/03), Terrassa FC (03/05), CD Tenerife (05/06) i Lorca Deportiva (06/07). Va reeixir sobretot amb el Getafe (11 gols), amb el Compostela (19 gols) i el primer al Terrassa (13 gols).
Des del 2007, Maikel juga en equips de Segona B i Tercera, com el Benidorm CD o la SD Ciudad de Santiago, el primer equip compostelà després de la desaparició del que va jugar a la màxima categoria a mitjans dels anys 90.